# Université Rikkyō
L'université Rikkyō (立教大学, Rikkyō daigaku), également connue sous le nom d'université de Saint Paul, est une université chrétienne japonaise privée de Tōkyō, située dans le quartier d'Ikebukuro.
Cette université dispose d'un collège doctoral franco-japonais.

## Historique
Créée en 1874 dans la concession étrangère (ja) de Tsukiji par un missionnaire de l'Église épiscopale des États-Unis, cette école privée enseignant l'anglais et la Bible reçut le nom d'Université de Saint Paul en 1883. L'enseignement s'y faisait à l'américaine, sur des textes anglais.
Le campus fut déplacé à Ikebukuro en 1918 et l'école reçut l'accréditation du ministère de l'Éducation en 1949 pour le titre d'université. L'université fut agrandie en 1990 grâce à l'ouverture du campus de Niiza.

## Facultés/écoles doctorales

### Facultés
- Arts
- Économie
- Sciences
- Sociologie
- Droit et politique
- Tourisme
- Communauté & services humains

### Écoles doctorales
- Arts
- Economie
- Sciences
- Sociologie
- Droit et politique
- Tourisme
- Communauté et services humains
- Science des organisations sociales
- Communications interculturelles
- Commerce

## Échanges internationaux
Rikkyō possède des partenariats avec vingt-huit universités du monde, dont plusieurs françaises :
- Institut national des langues et civilisations orientales (INALCO, Langues'O)
- Université Jean-Moulin-Lyon-III
- Université Paris-Est-Marne-la-Vallée
- Université Paris-Diderot
- EDHEC Business School

## Sport
Membre des Tōkyō 6, elle est notamment connue pour avoir été l'université d'accueil de Shigeo Nagashima (en).